# Ensemble (musica)
Il termine ensemble (/ɑ̃.sɑ̃bl/, che in francese significa "insieme") viene usato nel contesto musicale moderno per riferirsi ad una formazione musicale d'insieme (nel senso astratto di insieme di parti oppure concreto di insieme di musicisti che suonano congiuntamente). In alcune lingue, come l'inglese, il termine ha un'estensione molto ampia e indica pressoché ogni genere di formazione musicale, mentre in tedesco l'accezione del termine è meno generica, e si usa nella musica strumentale per fare riferimento a piccole formazioni di musica leggera, oppure nell'opera per indicare l'insieme del personale cantante di un teatro. Nel contesto operistico, il termine indica un numero musicale che coinvolge più personaggi, da due solisti fino all'intero cast.

## Etimologia
Il termine deriva dal francese morceau d'ensemble, che indica un pezzo nel quale più partecipanti cantano o suonano. Il termine ha assunto il significato moderno verso la metà del XVIII secolo, passando ad indicare la formazione esatta di un gruppo di musicisti ed entrando nell'uso corrente di altre lingue oltre il francese, come l'inglese o l'italiano.